# O Homem de Ferro
O Homem de Ferro (em polonês/polaco:  Człowiek z żelaza) é um filme de drama histórico polonês de 1981 dirigido e escrito por Andrzej Wajda. Retrata o movimento trabalhista Solidariedade e seu sucesso inicial em persuadir o governo polonês a reconhecer o direito dos trabalhadores a um sindicato independente.
O filme da continuidade à historia de Maciej Tomczyk, filho de Mateusz Birkut - o protagonista do filme anterior de Wajda, Homem de Marmore .Nele, Maciej é um jovem trabalhador envolvido no movimento trabalhista anticomunista, descrito como "o homem que iniciou a greve no estaleiro de Gdansk" O jovem é claramente um paralelo com Lech Wałęsa (que aparece como ele mesmo no filme)
Foi indicado ao Oscar de melhor filme estrangeiro na edição de 1982, representando a Polônia.O filme também ganhou a Palma de Ouro e o premio de Prêmio do Júri Ecumênico no Festival de Cannes em 1981.

## Elenco
- Jerzy Radziwiłowicz - Maciej Tomczyk / Mateusz Birkut
- Krystyna Janda - Agnieszka
- Marian Opania - Winkel
- Irena Byrska - Mother Hulewicz
- Wiesława Kosmalska - Wiesława Hulewicz
- Bogusław Linda - Dzidek
- Franciszek Trzeciak - Badecki
- Janusz Gajos
- Andrzej Seweryn - Capt. Wirski
- Marek Kondrat - Grzenda
- Jan Tesarz - Szef
- Jerzy Trela - Antoniak
- Krzysztof Janczar - Kryska
- Krystyna Zachwatowicz - Hanka Tomczyk
- Bogusław Sobczuk - Redaktor TVP
- Lech Wałęsa
- Anna Walentynowicz